# Live A Live
Live A Live (ライブ・ア・ライブ?, Raibu A Raibu) è un videogioco di ruolo sviluppato nel 1994 da Square per Super Nintendo Entertainment System. Pubblicato solamente in Giappone, nel 2015 il videogioco è stato distribuito tramite Virtual Console. Nel 2022 è stato pubblicato un remake del gioco per Nintendo Switch , distribuito nel 2023 per PlayStation 4, PlayStation 5 e tramite Steam.

## Modalità di gioco
Live A Live è composto da sette capitoli, ambientati in diverse epoche storiche con altrettanti protagonisti. I livelli possono essere completati in qualunque ordine e danno accesso ai due capitoli finali.
Nonostante il videogioco sia un JRPG simile a Final Fantasy Tactics o Treasure Hunter G, il capitolo ambientato nel Bakumatsu presenta elementi dei stealth.

## Sviluppo
Tra i vari mangaka coinvolti nel progetto figurano Gōshō Aoyama e Kazuhiko Shimamoto. La colonna sonora è composta da Yōko Shimomura.

## Accoglienza
Lo sviluppatore Takashi Tokita ha dichiarato che il gioco ha venduto circa 270 000 copie in Giappone. Il remake per Nintendo Switch nel settembre 2022 ha superato le 500 000 copie, tra digitali e fisiche. Nell'agosto 2022 Famitsū ha stimato che fossero state vendute in Giappone oltre 114 000 unità fisiche del gioco.